# Jorge Hernández Millares
Jorge Hernández Millares (Gran Canaria, 1911-México, 1966), profesor y geógrafo español exiliado en México tras la guerra civil española.

## Biografía
Jorge Hernández Millares nació en Las Palmas de Gran Canaria (España) el 5 de noviembre de 1911. Nieto del teniente general Cándido Hernández de Velasco e hijo de Dolores Millares Carló y del capitán Carlos Hernández Font (muerto en 1924 en la guerra del Rif), su infancia y adolescencia transcurrieron en Las Palmas de Gran Canaria. Se licenció en Filosofía y Letras (en la especialidad de Geografía e Historia) por las universidades de Madrid y Zaragoza. Tras licenciarse fue profesor de segunda enseñanza en España y trabajaba en la biblioteca de la Universidad Central de Madrid cuando empezó la guerra civil española.
Desde 1933 hasta abril de 1936 fue secretario de la revista de El Museo Canario que dirigía su tío Agustín Millares Carlo y publicó en la misma  algunos trabajos como: El historiador Marín y Cubas en la Universidad salmantina, La iglesia y convento de San Agustín de Las Palmas y un Índice de los papeles de la Inquisición de Canarias del Archivo Histórico Nacional.
Se casó en plena guerra y estuvo en la batalla de Madrid donde le hirieron en una pierna y hubo de retirarse de la contienda. Pudo dirigirse con su mujer y su primera hija a Barcelona y en enero de 1939 él es trasladado a un campo de concentración en Francia. Allí, enfermo de disentería, estuvo a punto de morir pero tuvo la suerte de encontrar un médico canario que se ocupó de él y le salvó la vida. Con la ayuda de Agustín Millares Carlo, (que se encontraba en México D.F. trabajando en la Universidad Nacional) consiguió salir del campo de concentración y embarcar hacia el exilio en México. En 1941 logró reunificar su familia consiguiendo que su esposa y su hija se reunieran con él en México. Se instalaron para siempre en aquel país, donde nació su segunda hija.

Fue director de la Revista de la Escuela Superior de México y jefe de la Sección Editorial de la misma escuela. Asimismo colaboró en el periódico Novedades y en la Revista de Historia de América del Instituto Panamericano de Geografía e Historia.
Especialista en cartografía, fue fundador y dirigió durante diez años el Estudio cartográfico Hispano-Americano. Fue profesor de la Academia Hispano-Mexicana y catedrático de Historia Universal en la Escuela Normal Superior de México y de la Escuela Nacional Preparatoria de la Universidad Autónoma. Estableció un taller de cartografía que produjo una importante serie de material didáctico y también fue gerente de la editorial Galaxia.
Publicó numerosos libros de su especialidad, tanto obras de cartografía (atlas...) como de carácter docente, entre ellos muchos libros de texto para las materias de Geografía e Historia correspondientes a distintos niveles de la enseñanza primaria y secundaria en México.
Aunque tardó veinte años en regresar a Gran Canaria y volver a ver a su familia, desde la distancia prestó su colaboración en la revista Millares, publicada en la isla, en la que también aparecen dos pequeños trabajos suyos: Ciudades de América, y Pedro Santana
Falleció en México D.F. el 18 de septiembre de 1966.

## Obras (selección)
- Elementos de historia universal: libro primero. (1951). México: Patria.
- Asia. (1951). México: Patria.
- Elementos de historia universal: Libro segundo. (1951). México: Patria.
- Nociones de historia universal: Segundo grado: Tercer ciclo Enseñanza Primaria. (1951). México: Patria.
- Lecturas de Historia Universal. (1952). México: Patria.
- Relación del nuevo descubrimiento del famoso río grande de las Amazonas (1955). México: FCE. (Ed. introducción y notas)
- Nociones de geografía universal. (1960). México: Patria.
- Historia universal: sexto año de Primaria. (1961). México: Patria.
- Atlas del Nuevo Mundo. (1962). México: FCE.
- Compendio de Historia Universal: Primer año de Secundaria. (1962). México: Patria.
- Guía de Europa. (1963). México: Guías Janos.
- Atlas del viejo mundo. (1964). México: FCE.
- Atlas Porrúa de la República Mexicana. (1966). México: Porrúa.
- Versos libres. (1971). México: Editorial Imprenta Casas.